# Прищински окръг
Прищински окръг се намира в източната част на Косово. Административен център на окръга е град Прищина. В състава му влизат 7 общини. Населението на Прищински окръг е 477 302 души според преброяването от 2011 година.

## Общини
- Прищина
- Глоговац
- Косово поле
- Липлян
- Ново бърдо
- Обилич
- Подуево